# Туммо

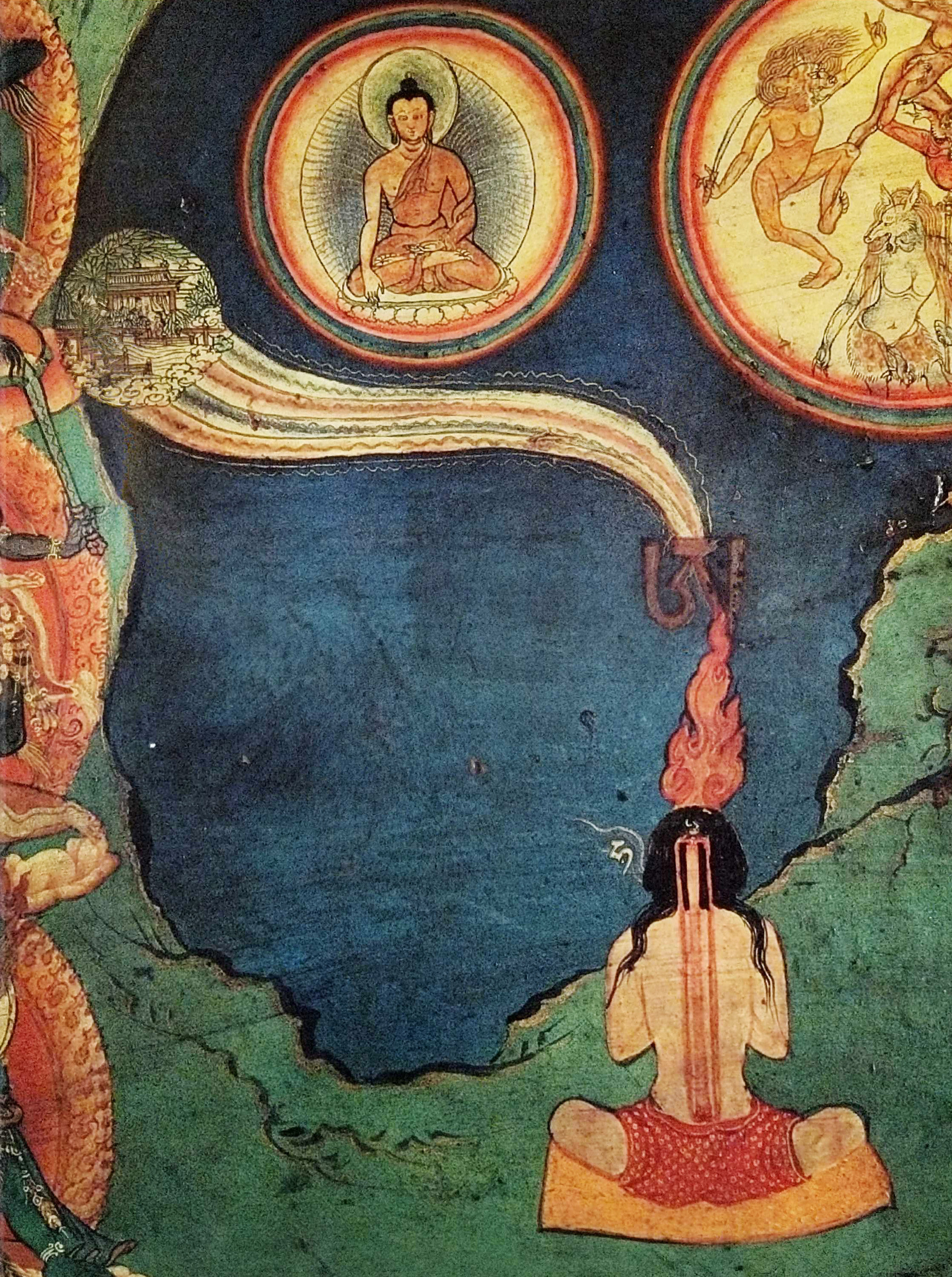
Розділ фрески на північній стіні Лукханг із зображенням Туммо (внутрішній вогонь) та Пхова (перенесення свідомості)

Туммо (тиб. གཏུམ་མོ; Вайлі:gtum-mo; санскр. चण्डाली, трансліт. caṇḍālī) є лютою богинею тепла і пристрасті в тибетських буддистських традиціях. Туммо описано у текстах Махасиддхи Крішначарії та «Хеваджра Тантра».
Як дихальна вправа, туммо (Туммо або Чандалі йога) є частиною циклів тантричної медитації для йогічного тепла, розроблених навколо концепції жіночого божества. Він зустрічається в Шістьох дхармах Наропи, Ламдре, Калачакри та Ануйоги вченнях тибетської Ваджраяни.
Мета туммо — отримати контроль над процесами в організмі на етапі завершення "найвищої тантри йоги'' (Ануттарайога Тантра) або Ануйоги.

## Номенклатура, орфографія та етимологія
Туммо (gTum mo у транслітерації Вайлі, також пишеться Tumo, або Tum-mo; санскрит caṇḍālī IAST або Чандалі) — це тибетське слово, що буквально означає Люта [жінка]. Туммо — це тибетське слово для внутрішнього вогню.
Tummo також може бути озвучено наближено до його фонематичного вимовляння як «Думо».

## Практика
«Центральним каналом» (dbu ma або avadhuti) є вся артеріальна система, а точніше аорта. Два «бічні канали» — це венозна система (рома або расана) та хребетний стовп та нервова система (рк'янг ма або лалана). Чакра — це будь-яке місце в тілі, де є скупчення артерій, вен і нервів.[джерело?]
На практиці візуалізація нижніх кінців трьох каналів в основному використовується для фокусування усвідомлення тіла в ділянці під пупком. Затримка дихання, мулабандха та уддіяна бандха примушують переміститись ваю (вітер, повітря) та оджас в артеріальну систему. Сам Оджас має два депо в організмі — серце та мозок. Таким чином відбувається візуалізація спалаху та капання.

## Кундаліні і туммо
Міранда Шеу уточнює:
Кудаліні-йога запропонувала ряд методів, щоб використати потужну психофізичну енергію, що курсує по тілу. . . Більшість людей просто дозволяють енергії збиватися в котлі хаотичних думок і емоцій або розсіюють енергію в поверхневому пошуку задоволення, але йогі або йогіні свідомо накопичує, а потім направляє її для певних цілей. Ця енергія генерує тепло, накопичуючись, і стає внутрішнім вогнем або внутрішнім теплом (candālī), яке [потенційно] спалює бруд незнання та прилипання до себе.
Численні не-буддійські тантри традицій Шакта і Шайва (які західники зазвичай називають індуїстськими) говорять про Кундаліні, який, як правило, описують як звивисту енергію біля основи хребта на першій чакрі.

## Огляд

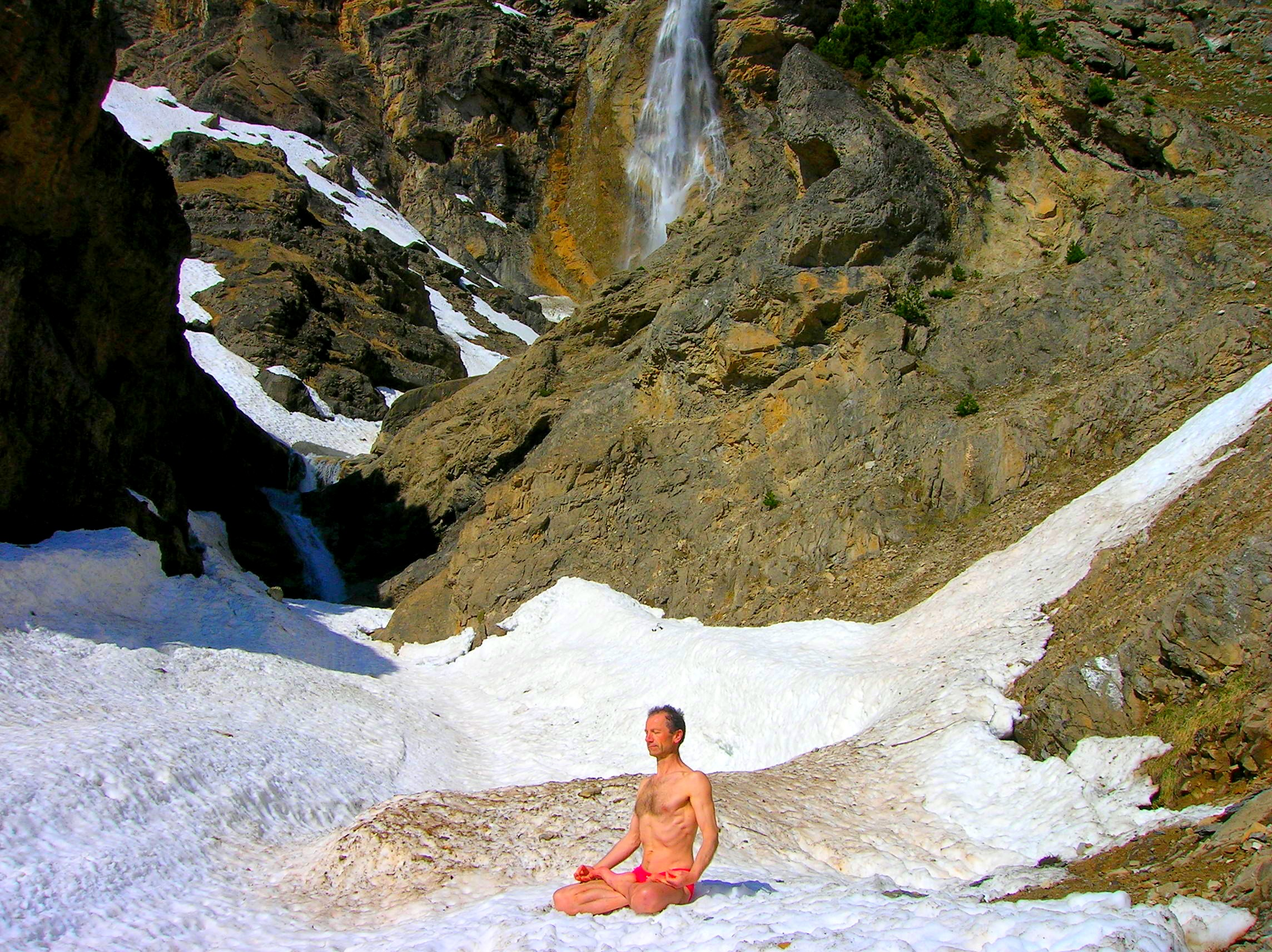
Практики йоги Туммо вважають, що ця йога генерує внутрішнє тепло.

Курт Кейцер (Kurt Keutzer, 2002) дискутує щодо йоги Кундаліні, Ваджраяни, Натха Сампрада, Махасидхів та Міларепи:
Йога Кундаліні в Натха Сампрадая і Ваджраяна в тибетському буддизмі походять від Махасидх, які діяли в Індії з VII по XII століття. Практики йоги Кундаліні складали серцевину вчення ряду цих Махасидх і є сильно представлені як у тибетських буддистських практиках, так і в сучасних практиках йоги Кундаліні. Ці Махасидхи про Кундаліні-йогу говорили як про «йогу Кандалі», і в Тибеті її стали називати gTummo rnal 'byor. Йога кандалі була ключовою практикою відомого тибетського йогіна Міларепи.
Сучасними західними свідками цієї практики є авантюристка[джерело?] Олександра Девід-Неель (David-Néel, 1971), Лама Анагарика Говінда (Govinda, 1988) та антрополог д-р Джон Крук. Доктор Арья (2006), обговорюючи вітри (тибетською: Лунг), стверджує, що історично: «Йогін, який практикує rLung використовує спеціальні кольори одягу для поліпшення сили вогню Туммо».

Доктор Арья (2006) також заявляє:
Психічне тепло Дрод виробляється космічними частинками і теплом, яке проявляється від тертя стихії вітру. Це ще один фундаментальний елемент, оскільки він підтримує і надає силу свідомості, як сила вогню, який може запустити ракети в космос. Сила в медицині називається медрод або «вогонь травлення», а в тантра (танці)йозі — Туммо. Тепло (вогонь) підтримує життя та захищає тіло/розум. Психічний вогонь збільшує мудрість, спалює невігластво розуму мозку, і дає реалізацію і звільнення від темряви несвідомості. Ось чому йога описує Туммо як агресивний вогонь, який запалюється знизу пупка, пронизує чакри одну за одною і досягає неба коронної чакри. Стріла, що горить на животі, одружена з небесною нареченою веде до насолоди життям перетворення сансари. Вони народжують сина усвідомлення з блаженного саду Ваджрайогіні.

## Наукове дослідження
Дослідження на тибетських монахах та західній контрольній групі продемонстрували ефект підвищеної теплової потужності за допомогою техніки примусового дихання, яка частково залежить від медитативної візуалізації. У 1982 році дослідження фізіологічних ефектів Туммо було проведено Бенсоном та його колегами, які вивчали індо-тибетські йоги в Гімалаях та в Індії в 1980-х. Проведений у Верхній Дарамсалі в Індії, він виявив, що піддані, три ченці, виявляли здатність підвищувати температуру пальців рук і ніг на цілих 8,3 ° C (14,9 ° F). У експерименті 2002 року, про який повідомляв «Гарвардський вісник», проведеному у Нормандії, Франція, двоє ченців з буддистської традиції носили датчики, які фіксували зміни у виробництві тепла та метаболізмі. Дослідження Кожевникова та його колег 2013 року показало підвищення температури тіла як у медичних експертів зі східного Тибету, так і у західних, які не медитують. Експерти-медитатори, що використовують візуалізацію та вправи Туммо, змогли найбільше підвищити температуру тіла.

### Відео
- Yogis Extreme cold weather endurance ( Inner Fire Practice ) _ Tibet Area . на YouTube 2020р, 17"59'